# Quản trị học
Thuật ngữ Quản trị được định nghĩa là quá trình điều phối các công việc để chúng có thể được hoàn thành với hiệu suất và hiệu quả cao nhất, bằng và thông qua những người khác
Quá trình là từ diễn tả những chức năng đang được thực hiện và các công việc ưu tiên cần các nhà quản trị giải quyết, các chức năng này cụ thể là lập kế hoạch, tổ chức, lãnh đạo và kiểm soát.
Hiệu suất là một phần vô cùng quan trọng của quản trị, nó đề cập đến mối quan hệ giữa đầu vào và đầu ra. Nếu bạn có thể tạo được nhiều sản phẩm đầu ra hơn từ cùng lượng đầu vào thì bạn đã tăng được hiệu suất. Hoặc tương tự, nếu bạn có thể tạo ra số sản phẩm đầu ra tương đương với lượng đầu vào ít hơn thì cũng có nghĩa là bạn đã tăng được hiệu suất. Vì các nhà quản trị phải điều hành công việc với nguồn lực giới hạn, chủ yếu gồm nhân lực, tài chính, trang thiết bị, cho nên họ luôn quan tâm đến cắt giảm chi phí tối đa.